# تپه لین قیچ
تپه لین قیچ مربوط به هزاره اول - دوران‌های تاریخی پس از اسلام است و در شهرستان مشگین‌شهر، روستای اهل ایمان واقع شده و این اثر در تاریخ ۷ مهر ۱۳۸۱ با شمارهٔ ثبت ۶۳۹۶ به‌عنوان یکی از آثار ملی ایران به ثبت رسیده است.